# 東洋先進機床
東洋先進機床之全名為東洋先進機床有限公司（日語：トーヨーエイテック株式会社），自1929年起原為日本東洋工業株式會社（也就是馬自達汽車公司的前身）旗下的製造部門，專門生產工作機「磨床」供給東洋工業使用。後來1940年開發出內圓磨床，並陸續研發數值控制（numerical control，縮寫成NC）、電腦數值控制（computer numerical control，縮寫成CNC）等高精密工作機，在內圓磨床的領域為箇中翹楚。
後來自國外引進引擎的超硬度鍍膜技術，成立了表面處理事業部門；另外為了供給汽車零配件給母公司，也設置了汽車零部件事業部門。1989年正式從馬自達母公司獨立成「東洋先進技術」（Toyo Advanced Technologies，不過在中國註冊成東洋先進機床有限公司），但是公司總部仍位於馬自達宇品工廠廠區內。

## 旗下事業部門與工廠
- 事業部門：

1. 機床事業部
2. 表面處理事業部
3. 汽車零部件事業部

- 總部與分工廠：

1. 總部：廣島縣廣島市南區宇品東5丁目3番38號
2. 東廣島工廠（汽車零部件事業部）：廣島縣東廣島市高屋台2丁目2番4號
3. 東京工廠（表面處理事業部）：埼玉縣深谷市上野台1450番地27
4. 名古屋工廠（表面處理事業部）：愛知縣春日井市神屋町字引澤41番地1

## 公司沿革
- 1929年：生產供東洋工業（馬自達汽車公司的前身）內部使用的磨床。
- 1940年：生產內圓磨床。
- 1950年：成立汎榮機械株式會社，負責銷售代理業務。
- 1953年：生產工作母機。
- 1956年：開發出自動精密内圓磨床。
- 1963年：自美國Micromatic Hone公司（現稱Kenrie Inc.）購入珩磨機技術。
- 1966年：自德國Supfina公司（現稱Supfina Grieshaber GmbH & Co. KG）購入超精加工機技術。
- 1968年：自德國金屬工業集團（Metallgesellschaft AG）引進TiC鍍膜技術。
- 1981年：開發出數值控制（numerical control，縮寫成NC）内圓磨床，成立東洋碳化鈦公司（Toyo TiC Corp.，現為名古屋工廠）。
- 1983年：開發出無心式内圓磨床（又稱軸承内圈滾道磨床）。
- 1985年：設立汽車零部件事業部。
- 1986年：開發内圓磨床專用CNC装置與CNC曲線磨床，成立東京表面硬度強化公司（Tokyo Hard Coat Corp.，現為東京工廠）。
- 1989年：自馬自達汽車公司獨立，設立東洋先進機床有限公司。
- 1992年：開發出切片機，獲得日本精密工程學會技術獎。
- 1995年：開發出渦旋加工機，獲得日本精密工程學會技術獎。
- 1996年：將東洋碳化鈦公司和東京表面硬度強化公司合併到東洋先進機床有限公司旗下；自瑞士HCT公司購入切割機技術。
- 1998年：成功開發CNC内圓磨床，獲得日本精密工程學會技術獎。
- 1999年：機床事業部通過ISO9001認證。
- 2000年：總公司和廣島工廠通過ISO14001認證。
- 2002年：表面處理事業部通過ISO9001認證；汽車零部件事業部通過QS 9000和ISO9001認證。
- 2005年：汽車零部件事業部通過ISO／TS16949認證。
- 2007年：總公司和東京工廠通過ISO13485∶2003認證。
- 2008年：開發太陽能電池用固定砂粒式鑽石線切割機。
- 2010年：開發LED、電力半導體用固定砂粒式鑽石線切割機。
- 2012年：7月20日母公司馬自達將其70%股權出售予伊藤忠商事[3]。
- 2016年：馬自達購回20%股權，故兩家公司持股各半。

## 外部連結
- 中文官方網站 （页面存档备份，存于）
- （日語）日文官方網站 （页面存档备份，存于）